# 基钦周期
美国经济学家约瑟夫·基钦（Joseph Kitchin）在1923年出版的《经济因素中的周期与倾向》提出了一种40个月为一个循环的短周期理论。这种短波理论被称为基钦周期（Kitchin Cycles）。